# Walker County, Alabama
Walker County är ett administrativt område i delstaten Alabama, USA, med 67 023 invånare. Den administrativa huvudorten (county seat) Jasper.

## Geografi
Enligt United States Census Bureau har countyt en total area på 2 085 km². 2 057 km² av den arean är land och 28 km² är vatten.

### Angränsande countyn
- Winston County - nord
- Cullman County - nordöst
- Blount County - öst
- Jefferson County - sydöst
- Tuscaloosa County - sydväst
- Fayette County - väst
- Marion County - nordväst

### Orter
- Carbon Hill
- Cordova
- Dora
- Jasper (huvudort)
- Sumiton (delvis i Jefferson County)